# PRSS55
PRSS55‏ (Serine protease 55) هوَ بروتين يُشَفر بواسطة جين PRSS55 في الإنسان.

## الوظيفة
يُشفِّر هذا الجين عضوًا من مجموعة من إنزيمات السيرين البروتينية الشبيهة بالكيموتربسين (S1) المرتبطة بالغشاء. يُعبَّر عن هذا البروتين المُشفَّر بشكل رئيسي في الخلايا البينية وسيرتولي في الخصية، وقد يكون له دور في خصوبة الذكور. يُنتج الوصل البديل متغيرات نسخ متعددة.